# Vicarious (empresa)
Vicária é uma empresa de inteligência artificial sediada na área da baía de São Francisco, Califórnia. Utilizando princípios computacionais do cérebro para construir softwares que sejam capazes de pensar e aprender como um ser humano.

## Fundadores
A empresa foi fundada em 2010 por D. Scott Phoenix e Dr. Dileep George. Antes de co-fundar a Vicarious, Phoenix era Entrepreneur in Residence no Founders Fund e CEO da Frogmetrics, uma empresa de análise touchscreen que ele co-fundou através do programa de incubadoras, Y Combinator. Anteriormente, o Dr. George foi Diretor de Tecnologia no Numenta, uma empresa que ele co-fundou com Jeff Hawkins e Donna Dubinsky (PALM, Handspring) ao concluir o seu Doutorado na Universidade de Stanford.

## Financiamento
A companhia foi lançada, em fevereiro de 2011 com o financiamento de Founders Fund, Dustin Moskovitz, Adam D'Angelo (ex-CTO do Facebook e co-fundador do Quora), Felicis Ventures e Joe Lonsdale (co-fundador de Palantír) . Em agosto de 2012, em sua Série A de financiamento, ele levantou um adicional de $15 milhões de dólares. A rodada foi liderada pelo Good Ventures; Fundadores do Fundo, Open Field Capital e Zarco também participou.
A empresa recebeu $40 milhões de dólares em sua rodada da Série B de financiamento. A rodada foi liderada por pessoas notáveis, como Mark Zuckerberg, Elon Musk, Peter Thiel, Vinod Khosla, e Ashton Kutcher. Um adicional de quantia não revelada mais tarde foi contribuído pelo CEO da Amazon.com, o Jeff Bezos; co-fundador do Yahoo!, o Jerry Yang; o co-fundador do Skype, Janus Friis; e CEO da Salesforce.com, Marc Benioff.

## Rede Cortical Recursiva
A Vicarious está desenvolvendo um software de aprendizado de máquina baseado nos princípios computacionais do cérebro humano. Conhecida como a Rede Cortical Recursiva (RCN), é um sistema de percepção visual que interpreta o conteúdo de fotografias e vídeos de maneira similar aos humanos. O sistema é alimentado por uma abordagem equilibrada que leva em consideração dados sensoriais, matemática e plausibilidade biológica.  Em 22 de outubro de 2013, vencendo o CAPTCHA , o Vicarious anunciou que sua IA era confiável para resolver CAPTCHAs modernos, com taxas de reconhecimento de caracteres de 90% ou mais.  No entanto, Luis von Ahn , um dos pioneiros do CAPTCHA e fundador da reCAPTCHA, expressou ceticismo, afirmando: "É difícil para mim ficar impressionado, já que vejo isso a cada alguns meses".  Ele apontou que 50 reivindicações similares às de Vicarious foram feitas desde 2003.  Vicarious publicou mais tarde as suas descobertas na revista científica Science mostrando que eles tinham definitivamente quebrado o popular teste de Turing.
Vicarious indicou que sua IA não foi especificamente projetada para completar CAPTCHAs e seu sucesso na tarefa é um produto de seu sistema avançado de visão.  Como os algoritmos de Vicarious são baseados em percepções do cérebro humano, ele também é capaz de reconhecer fotografias, vídeos e outros dados visuais.  Em outubro de 2017, de acordo com os relatórios, a técnica de aprendizado de máquina modificada pela Vicarious era capaz de resolver os desafios do CAPTCHA usando um novo layout de rede chamado Rede Cortical Recursiva.